# Isidore Maille
François Isidore Maille est un propriétaire-cultivateur, et homme politique français, né au Bosc-Roger-en-Roumois (Eure), le 3 janvier 1841, et mort à Saint-Aubin-jouxte-Boulleng, commune du canton d'Elbeuf (Seine-Inférieure) le 6 février 1917.

## Biographie
Il est issu d'une famille ouvrière : son père était « colier » (encolleur de fils de chaîne avant tissage, dans le textile) puis sera tisserand. Lui-même était tisserand à son mariage (1863), puis boucher lorsqu'il perd sa femme (1889) et enfin propriétaire-cultivateur. Sa famille maternelle était originaire de Bosc-Roger, commune à laquelle il resta toujours attaché.  
Il se marie le 19 novembre 1863 avec Laure Elisa Dudan (marchande bouchère), veuve en premières noces. Un contrat de mariage est établi. Il perd son épouse le 11 mars 1889 et ne se remarie pas.
Ses obsèques civiles seront l'occasion d'un hommage quasi général. On y note la présence de tous les notables et de la grande majorité des élus du canton et bien au-delà.

### Maire de Saint-Aubin-jouxte-Boulleng
Sous son long mandat (plus de 40 ans), la population de la commune baisse de 4 456 habitants au recensement de 1872, à 3 518 habitants à celui de 1911.
Il est élu conseiller municipal de Saint-Aubin le 14 août 1870 (avant la chute de l'Empire) à l'occasion de l'entrée d'éléments libéraux au conseil et il apporte son adhésion au Comité républicain anti-plébiscitaire de la Seine-Inférieure. Après la proclamation de la République, une commission municipale est formée le 25 septembre dont il est nommé secrétaire. Le 17 novembre 1872, il est élu adjoint. Après la démission du maire en place, les élections le placent au premier rang de la liste. Il est élu maire le 8 octobre 1876 et le restera jusqu'à sa mort. Dès le début de sa fonction politique, il eut, sous le gouvernement de « l'ordre moral », à soutenir de vives luttes contre les adversaires de la République, fort puissants dans sa commune. 
Isidore Maille acquiert une connaissance approfondie et se perfectionne dans la pratique des questions administratives.
Le 15 février 1877 est instaurée la gratuité des écoles publiques (garçons et filles). En 1878, la municipalité crée le Bureau de bienfaisance et en 1880 une Bibliothèque populaire où peuvent être consultés moyennant une cotisation de 1 F par an, les 2 200 volumes (par son testament il y léguera ses deux riches bibliothèques). La Caisse des Écoles est fondée en 1881. En 1883, Isidore Maille entreprend la construction d'écoles ; délégué cantonal pour l'instruction primaire, il sera officier d'Académie. Après plusieurs années de démarches incessantes, un Bureau de postes et télégraphes est inauguré en 1901. Son grand souci fut de créer des rues nouvelles pour desservir les quartiers privés de communications faciles et d'améliorer celles qui existaient. Le quartier de la gare est l'objet de son attention.
En 1883, il fonde avec l'aide financière des habitants sollicités, la compagnie de sapeurs-pompiers (40 hommes dont 2 officiers) qui intervient dans toutes les communes de la rive droite.
La construction, décidée en 1881, des écoles de filles et garçons se fit avant l'édification de la nouvelle mairie (inaugurée en 1915) sous son mandat. Il fait voter les crédits nécessaires à la distribution de l'eau, à la construction d'égouts. 
Isidore Maille est un des invités du Banquet des maires organisé le 22 septembre 1900, jour anniversaire de la République de 1792.
Un grand banquet de 209 personnes sera organisé en octobre 1901 pour fêter les vingt-cinq années de sa fonction de premier magistrat de la commune. Le préfet se déplacera et pas moins de six discours seront prononcés.

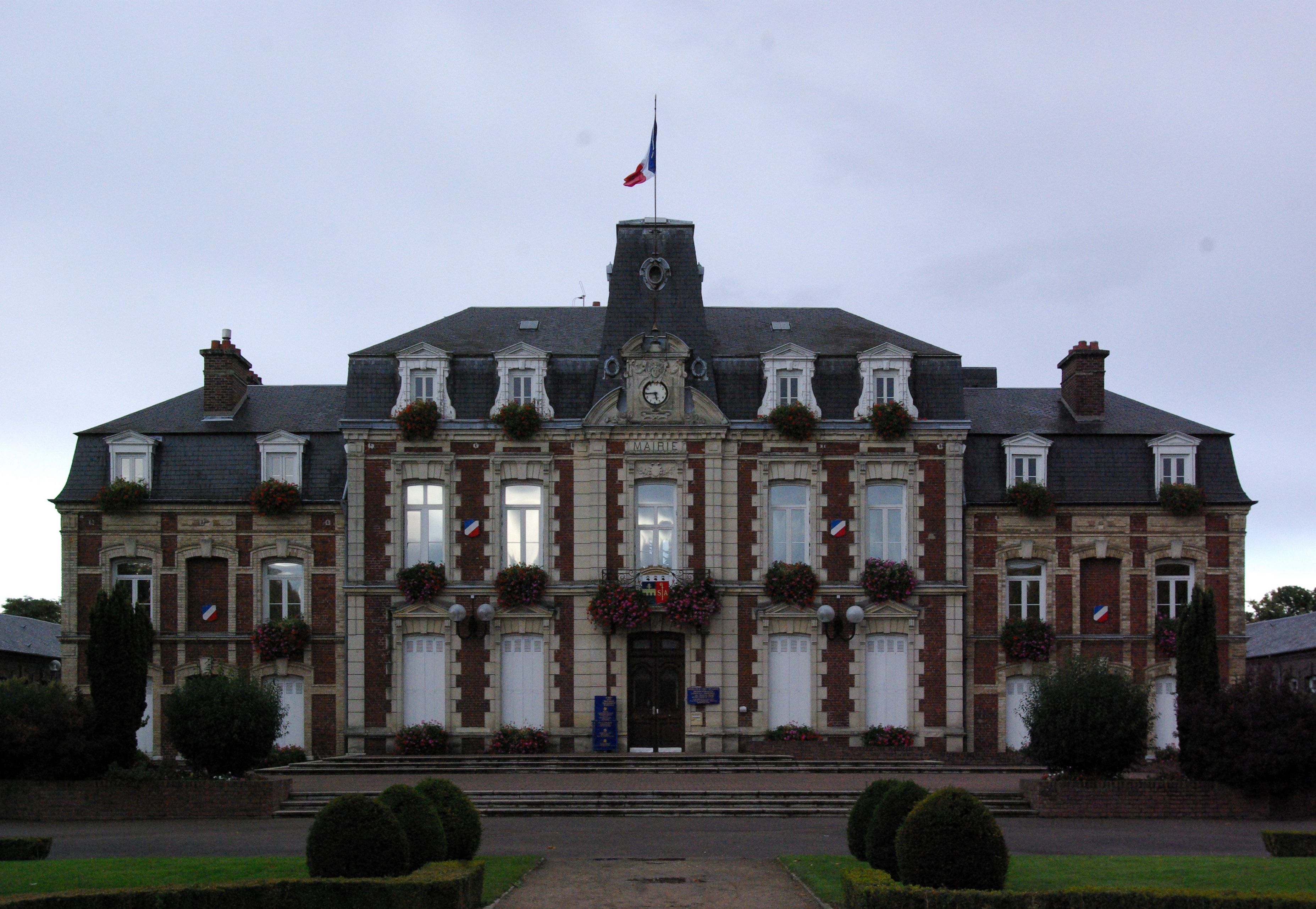
Mairie Saint-Aubin-lès-Elbeuf en 2008.

### Conseiller général
Le décès de Jules Doublet provoque de nouvelles élections. Le Comité de l'Union républicaine désigne alors Isidore Maille pour candidat. Il est élu le 18 mars 1888 par 4 180 suffrages contre 3 004 à Paul Pion (maître-teinturier, président de la Chambre de commerce) et successivement réélu en 1895 (par 5 068 voix contre 1 943), en 1889 (5 798 voix contre 2 275), en 1895 (5 068 voix contre 1943) puis en 1901 sans concurrent, par 4 334 voix, sans concurrent. Ses interventions eurent pour objet les voies de circulation terrestre et fluviale. C'est à lui que l'on doit la conservation de l'ancien pont de chemin de fer d'Oissel et sa transformation en voie routière, l'entretien et la modernisation du barrage et des écluses, la réglementation de la pêche dans le fleuve. Il est membre de la Commission de pisciculture et président de la Commission de statistique agricole. À ce titre, il reçoit une Mention honorable du Ministre de l'Agriculture le 1er février 1904, pour sa collaboration aux Enquêtes nationales agricoles nationales. Il est également membre de la Commission d'hygiène du canton. 
Les élections départementales de 1907 ont lieu dans la confusion puisqu'elles voient l'affrontement de deux candidats Isidore Maille et Émile Lafosse qui se réclament des  mêmes Comités radicaux. Au-delà des questions de personnes, Émile Lafosse a un programme nettement plus proche de celui des socialistes ; en 1910 ne déclare-t-il pas que « le problème de la misère ne sera définitivement résolu que par l'organisation collectiviste de la société ». Affirmation impensable pour le maire de Saint-Aubin qui sera élu (la droite a voté pour lui) avec 52 % des suffrages exprimés contre 40 % au 1er adjoint de Charles Mouchel, maire d'Elbeuf.
En 1911, il est membre de la Commission d'enquête sur la concession à la Compagnie Centrale d'Énergie Électrique de la distribution d'électricité pour Le Grand-Quevilly, Petit et Grand-Couronne, Orival, Saint-Aubin, Elbeuf, Le Petit-Quevilly, Rouen et Déville (l'industriel Paul Fraenckel est aussi membre de la Commission). Il jouissait d'une grande autorité en ce qui concerne l'agriculture et l'élevage. C'est à ce titre que les Comices agricoles de Routot et du Neubourg l'appelaient chaque année pour faire partie des jurys.

### Positions économiques, sociales et politiques
D'après ses adversaires politiques il appartient à la franc-maçonnerie. Une caricature le montre défilant avec ses amis derrière une bannière arborant les trois points et dénonçant le Péril clérical. 
Reproduction de la caricature en encadré avec le texte ci-après :
LIBERTÉ
À gauche, un "Fils d'Israël" montre, d'un geste autoritaire, l'urne du scrutin qui a l'air d'en avoir plein le dos d'être obligé d'avoir à accomplir la besogne qu'on lui impose. 
Au-dessous, le canard-phénomène à trois becs, en fâcheuse posture, excite ses lecteurs embarrassés à voter pour le trio dont il « pond » à profusion des bulletins.
À droite, le candidat « bourgeois-socialiste » agite bien haut un étendard sur lequel sont inscrits ces deux mots terribles : PÉRIL CLÉRICAL. Les pauvres prolos, hypnotisés, marchent docilement au scrutin, telle la gent moutonnière, et emboîtent consciencieusement le pas à un dignitaire franc-maçon qui les tient enchaînés sous prétexte d'une solidarité tyrannique et mensongère.
Au-dessous, le « canard »... Rouennais en train d'attraper une extinction de... bec à force de crier : «  Votez pour le patron ! ».
MORALE
Pas la peine vraiment d'avoir lancé, en 1789, la Déclaration des Droits de l'Homme, démoli la Bastille, et fait la Grrrrrrrrrrande RRRRRRRévolution pour en arriver, cent ans plus tard, à voir ces mêmes droits si impudemment violés au nom de la Liberté.
Source : Fabrique des Savoirs, Centre d'archives patrimoniales, L'Indépendant-Journal d'Elbeuf, 5 mai 1898.
Que les patrons en soient israélites ou pas, Isidore Maille défendra toujours l'industrie textile elbeuvienne. La présence d'Eugène et Jules Blin au « Banquet démocratique » qui suivra sa décoration de la Légion d'honneur en 1904 est un signe de la gratitude qu'ils lui témoignent. Paul Fraenckel prononcera un discours à ses obsèques en 1917 : « La Chambre de commerce ne peut oublier le concours qu'il lui a apporté en 1907 et 1910, au moment de la refonte des tarifs douaniers. L'industrie elbeuvienne lui en est profondément reconnaissante ». Cet appui des industriels juifs alsaciens avait été dénoncé par le clérical Indépendant-Journal d'Elbeuf aux élections législatives de 1898. 
Ses relations avec l'organisme consulaire d'Elbeuf sont une autre illustration de son point de vue prévenant pour l'économie locale. Lorsqu'il s'agit d'appliquer la loi du 19 février 1908 relative aux élections consulaires, il est président de la commission et appuie sans réserve la position de Paul Fraenckel. Il déclare qu'« il est indispensable qu'au sein de la Chambre de commerce les représentants de l'industrie lainière ne puissent pas être submergés […] par ceux des autres branches ». En novembre 1907, il participe à la réunion extraordinaire de la Chambre qui reçoit le rapporteur de la Commission parlementaire sur la révision tarifaire des douanes. Les Elbeuviens demandent le maintien des tarifs protecteurs. Isidore Maille parvint à faire relever les droits sur les tissus les plus lourds. À cette occasion, la Chambre lui adressa  ses remerciements pour avoir suivi les dispositions « avec une persévérance à laquelle il est juste de rendre hommage ». Malgré une ultime démarche commune (Émilien Nivert, Paul Fraenckel et le député d'Elbeuf) auprès du Ministre, les arguments des Elbeuviens ne furent pris en compte qu'en partie.
À l'égard des salariés, il se prononce pendant la campagne des élections cantonales de 1888, « pour l'amélioration du sort des ouvriers par l'extension des sociétés de secours mutuels et de prévoyance ». 
Sur les institutions, en 1901 (élections au Conseil général) il se déclare partisan de « la révision de la Constitution dans un sens démocratique, la suppression des guerres de conquête, pour l'impôt sur le revenu, pour la création d'un Ministère du travail et le développement des associations syndicales… »
Isidore Maille est un républicain laïque que l'on peut situer dans la ligne de Pierre Waldeck-Rousseau (loi sur les associations y compris syndicales, qui devait aboutir à la séparation des Églises et de l'État). Mais anticlérical. C'est ainsi qu'en 1904, il fera l'éloge d’Émile Combes. On ignore quelle fut son opinion pendant l'affaire Dreyfus. Il est très attaché à la mutualité, aux vertus républicaines, aux "immortels principes de 89", comme Jean Jaurès au début de sa carrière. Alors que ce dernier adhérera au socialisme après sa découverte de la question sociale, Isidore Maille est beaucoup moins engagé sur cette question, si on recense ses votes. Il aborde rarement le sujet, sauf dans les périodes électorales. En 1906, le programme qu'il défend présente des réformes politiques, judiciaires, scolaires, militaires, agricoles financières. 
Dans les déclarations des Comités qui le soutiennent, ses adversaires sont désignés « bonapartistes, monarchistes, boulangistes, cléricaux, nationalistes, les prétendus progressistes, tous réactionnaires plus ou moins déguisés ». Relevons qu'il se déclare favorable au scrutin de liste, renouvelle son soutien à l'impôt sur le revenu, l'application de la loi sur les retraites de 1905 aux vieillards, infirmes et incurables. Il se prononce pour l'abrogation de la loi Falloux qui permettait l'enseignement congréganiste dans le secondaire (c'est le cas de l'école Fénelon à Elbeuf), défendra la révision du régime militaire et la suppression du Conseil de guerre en temps de paix (c'est la seule allusion de sa part - semble-t-il - à l'affaire Dreyfus). 
Sur la question sociale, il navigue (comme Waldeck-Rousseau) entre la droite, les modérés et le patronat, entre les radicaux-socialistes et l'extrême gauche.
Cependant, il s'affiche aux élections de 1906 : « Nous ne connaissons pas d'ennemi à gauche » déclare-t-il en commun avec Émile Martin, candidat du Parti socialiste, qui se désistera en sa faveur, alors que Maille s'était prudemment abstenu de prendre position, comme l'a fait Émile Martin « pour l'abrogation de la loi contre L'Internationale ; en faveur de l'amnistie pour tous les condamnés pour faits politiques et propagande antimilitariste et faits de grève ». Le principe de l'adhésion à l'Internationale ouvrière (1905) est en effet un important sujet de discordance.
Après son élection en 1906, il s'opposera à Émile Lafosse (1er adjoint de Charles Mouchel) aux élections du Conseil général de 1907, puis en 1910 et surtout aux élections législatives de 1912 où ils seront concurrents. 

### Député (du 20 mai 1906 au 31 mai 1910)
Isidore Maille avait posé sa candidature aux élections législatives mai 1898, mais en définitive ne se présenta pas. Julien Goujon, républicain « opportuniste » (c'est-à-dire de la droite républicaine et libérale) fut élu avec 14 voix de plus que David Dautresme (candidat du Parti radical, directeur du Petit Rouennais).
En avril 1906, la candidature du maire de Saint-Aubin est présentée par le « congrès composé des Comités radicaux, radicaux-socialistes , démocratiques du canton d'Elbeuf et de la concentration des Comités républicains radicaux du canton de Grand-Couronne ». Il se présente sous l'étiquette de « Républicain de Gauche ».
Le 20 mai 1906, il est élu au 2e tour dans la 3e circonscription de Rouen (cantons d'Elbeuf et de Grand-Couronne) avec 50,8 % des voix (Émile Martin s'étant désisté en sa faveur) face à Julien Goujon, député sortant, candidat de l'Union Républicaine. Il est porté par la vague de victoire nationale des radicaux.

### Activité parlementaire
Il participe à presque tous les scrutins de la Chambre des députés, en apportant sa voix au gouvernement. Il est membre de la Commission d'enquête sur l'hygiène publique. En mars 1907, il dépose une proposition de loi pour modifier la loi de 1836 concernant les prestations des communes à l'entretien des chemins vicinaux (qui deviendront routes départementales) reliant plusieurs communes. En juillet 1908, il dépose un projet de loi visant à accorder un crédit de 100 000 F aux victimes de l'orage du 30 juin 1908 dans la région d'Elbeuf. Le 21 novembre 1908, il appelle l'attention du Ministre des Travaux Publics sur la navigation entre le port de Rouen et les écluses de Saint-Aubin. Le tirant d'eau n'est pas suffisant. Les bateaux ne peuvent partir de Rouen qu'avec la marée, ce qui occasionne 2 à 3 heures de retard.
Sur les questions sociales, il vote (21 décembre 1907) pour la proposition relative à l'amnistie pour les infractions (patronales) à la loi sur le repos hebdomadaire. La plus grande partie de son mandat se déroule sous le gouvernement de Georges Clemenceau qu'il appuie, y compris dans la répression des grèves et les poursuites contre les dirigeants de la CGT. 
En définitive, ses interventions sont très rares, ce que lui reprocheront vertement ses adversaires locaux, de droite comme de gauche. 
En 1910, Isidore Maille aurait déclaré qu'il ne se représenterait pas mais le fait cependant, face à Louis Muller (radical comme lui) mais il n'obtient que 14 % des voix au premier tour). Charles Mouchel sera élu (33 % au premier tour et 56,3 % au second).

### L'élection législative de 1912
Maille se présente de nouveau aux élections qui ont lieu après le décès de Charles[Mouchel. Il est soutenu par le congrès cantonal des comités républicains et radicaux. Il a de plus été désigné comme candidat par la Fédération radicale et radical-socialiste de la Seine-Inférieure. Néanmoins, les radicaux ne sont pas unanimes puisque le comité elbeuvien L'Union radicale s'est prononcé pour Émile Lafosse. Il défend « l'union du Capital et du Travail » alors que Émile Lafosse (démocrate socialiste) se prononce « pour la reprise par l'État des grandes sources de la richesse nationale, et leur exploitation par lui ». 
Au fil du temps, son discours a évolué (la poussée des syndicalistes et des socialistes l'exige si l'on veut bénéficier des voix des électeurs de la classe ouvrière) et il se situe alors sur des positions légèrement différentes de celles de 1906. En ce qui concerne les réformes sociales, par exemple, le maire de Saint-Aubin se prononce pour un code du travail et de la prévoyance sociale, la réduction des heures de travail, la journée de huit heures, l'adoption de la semaine anglaise, un système d'assurance sociale contre les risques d'accidents, de maladie et de chômage, pour la "liberté syndicale au point de vue des intérêts professionnels et l'extension de la capacité juridique des syndicats qui ne doivent en aucun cas être des foyers de révolte et d'anarchie". Sur ces sujets de législation ouvrière, il se trouve en opposition avec les rapports de Gustave Alloend-Bessand et les vœux de la chambre de commerce.
Chez les électeurs ouvriers, il devra surtout faire face à Ernest Poisson du parti socialiste SFIO qui porte une candidature très engagée dans les coopératives socialistes, proche collaborateur qu'il est de Jean Jaurès au journal L'Humanité. 
Un extrait de l'Appel aux électeurs d'Isidore Maille résume son programme (jugé comme une déclaration vague par le dictionnaire Barodet (enfant du pays… vie entière de labeur et de dévouement à la chose publique…):
« Il se déclare adversaire aussi irréductible de la Révolution que de la Réaction, notre candidat veut, ainsi qu'il l'a toujours prouvé, le bien-être moral et matériel du Peuple.
Sa politique qui est la nôtre doit réunir tous les suffrages de tous les bons citoyens, de tous ceux qui ont à cœur le triomphe de la République démocratique et sociale. »
Mais Isidore Maille n'obtiendra que 12,9 % des voix au 1er tour (Amédée Peyroux Républicain progressiste (droite) 47,5 % ; Lafosse ancien adjoint de Mouchel 12,9 % ; Ernest Poisson socialiste SFIO 28,2 %). Maille se retire sans consigne de vote et, au second tour, Peyroux est élu avec 6 333 voix (52,4 %) devant Poisson 5 727 voix (47,4 %). 
Au lendemain de cette élection, il démissionne du conseil général, il se retire de ses combats politiques et se consacre à la gestion de sa commune et des sociétés de secours mutuel du canton.

### Autres fonctions
Il est nommé juge suppléant à la Justice de paix, par décret présidentiel du 18 juillet 1902 et occupera cette fonction jusqu'en 1913.
Il consacrera une bonne partie de ses initiatives à la fondation et à la gestion de sociétés de secours mutuel. En 1879, c'est la société de secours mutuel de Saint-Aubin, dont il devient président. Il préside également l'Union des sociétés de secours mutuels du canton d'Elbeuf.
Il fonde et préside l'Union des Sociétés d'Assurance contre la mortalité des animaux de l'espèce bovine pour l'arrondissement de Rouen à partir de 1902 (11 sociétés en font partie, regroupant 1 404 membres ; le vice-président est Gustave Alloend-Bessand, vice-président de la Chambre de commerce en 1910).
Président-fondateur de la Société de crédit agricole des mutuelles.
Il fonde et préside la Société libre de secours mutuel des sapeurs-pompiers de Saint-Aubin.
Président d'honneur de l'association « Les Amis de l'École laïque ».
Président du club athlétique saint-aubinois
Président d'honneur de la société de tir « La Française »
Président de l'Union symphonique de Saint-Aubin.

## Distinctions
- Officier d'académie le 4 mai 1889.

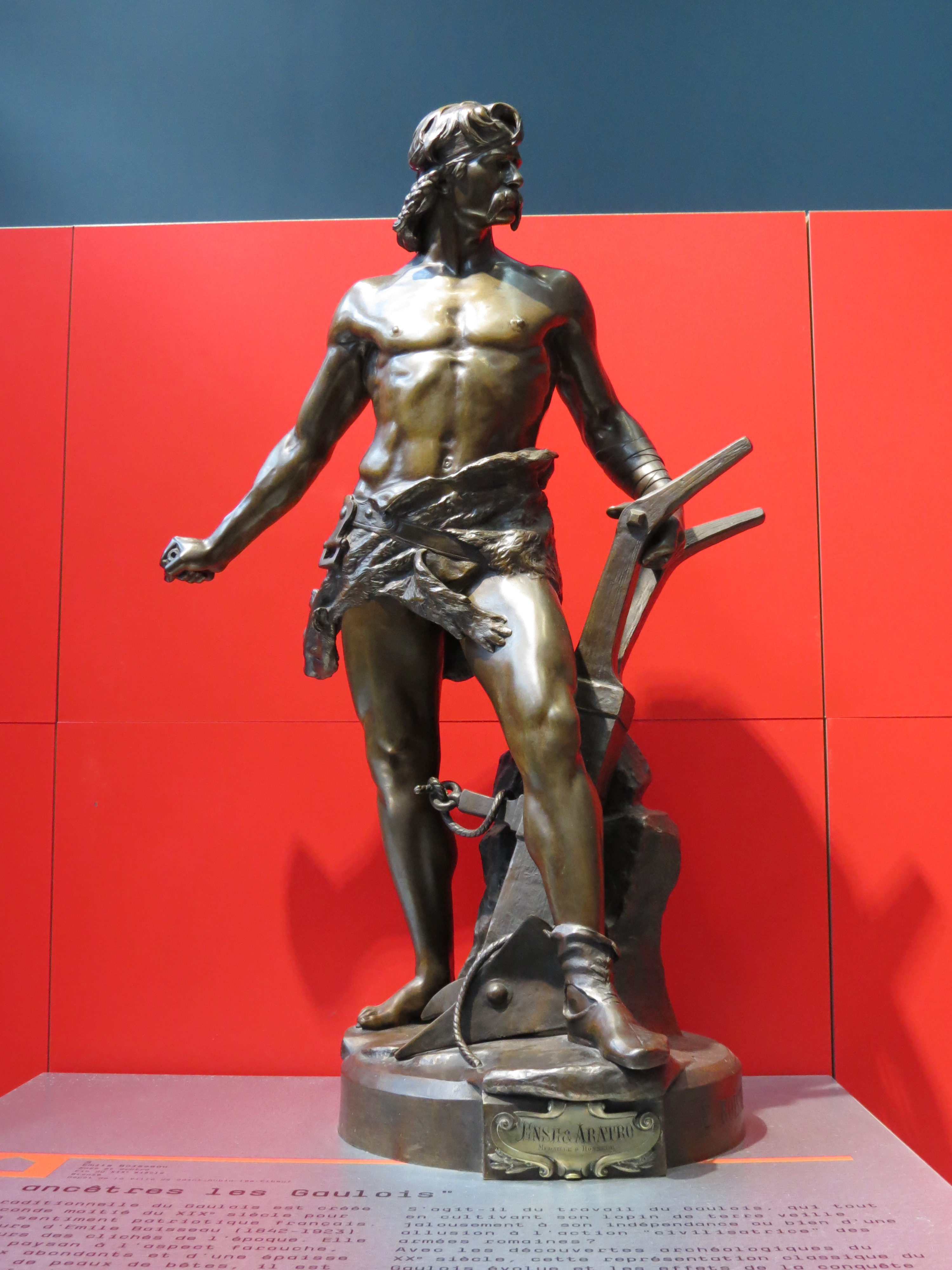
Ense et Aratro, d'Émile Boisseau.

- Médaille de sauvetage attribuée le 14 juillet 1892 (il avait arrêté un cheval emballé et fut grièvement blessé).
- Médaille d'argent du Ministre de l'Intérieur le 14 juillet 1903, pour services rendus à la Mutualité.
- Chevalier de la Légion d'honneur par décret présidentiel  du 25 juillet 1904. La décoration lui est remise par le préfet de la Seine-Inférieure pendant un « grand banquet populaire »[20], démocratique et républicain. Le compte-rendu des discours, les remerciements du décoré seront publiés dans le journal qui le soutient[21].

## Éloges funèbres
À ses obsèques, M. Labrégère, secrétaire général de la préfecture, fait l'éloge du Républicain. Puis M. Billard conseiller municipal le décrit « Ceux qui l'ont connu garderont la vision de son fin profil qu'on eût cru détaché de quelque médaille. Il était simple et accueillant. Il avait vu naître et grandir autour de lui, plusieurs générations, et sa mémoire, qui était sûre, lui permettait de désigner par leur nom, presque tous ses concitoyens. Son masque rigide et parfois sévère, cachait une profonde sensibilité, et sa notion de justice et d'équité était si intransigeante qu'une injustice le dressait tout vibrant dans un sursaut de révolte qui le poussait irrésistiblement à d'actives et incessantes interventions, bien souvent couronnées de succès. »

## Publications d'Isidore Maille
- Proposition de loi tendant à modifier l'article 26 de la loi du 8 août 1890 relatif aux centimes départementaux et communaux, présentée par M. Maille [11 décembre 1906], Paris, Impr. de Motteroz et Martinet (s.d.), 2 p. (FRBNF36233366).

- Proposition de loi tendant à la modification de la loi du 21 mai 1836 et à la suppression de la prestation personnelle… présentée par MM. Maille et Chion-Ducollet [21 mars 1907], Paris, Impr. de Motteroz et Martinet, (s.d.), 5 p. (FRBNF36233367).

- Chambre des députés, séance du 10 février 1914. Lettre ouverte à M. Peyroux, député, [Signée Isidore Maille], Elbeuf, Impr. H. Saint-Denis, (s.d.), 2 p. (FRBNF30861392).

- Recueil de pièces relatives à une polémique entre M. Isidore Maille [ancien député] et le Dr Amédée Peyroux [nouveau député], au sujet du barrage de Martot, Elbeuf, Impr. de G. Heullant, (s.d.) [vers 1914]. (FRBNF34122392).